# Лафаєтт (Орегон)
Лафаєтт (англ. Lafayette) — місто (англ. city) в США, в окрузі Ямгілл штату Орегон. Населення — 4423 особи (2020).

## Географія
Лафаєтт розташований за координатами 45°14′46″ пн. ш. 123°6′41″ зх. д. / 45.24611° пн. ш. 123.11139° зх. д. (45.246167, -123.111500).  За даними Бюро перепису населення США в 2010 році місто мало площу 2,32 км², уся площа — суходіл.

## Демографія
Згідно з переписом 2010 року, у місті мешкали 3742 особи в 1209 домогосподарствах у складі 938 родин. Густота населення становила 1612 особи/км².  Було 1315 помешкань (566/км²).
Расовий склад населення:
| - 84,6 % — білих - 0,9 % — корінних американців - 0,7 % — азіатів - 0,3 % — чорних або афроамериканців - 9,8 % — осіб інших рас |

До двох чи більше рас належало 3,6 %. Частка іспаномовних становила 22,0 % від усіх жителів.
За віковим діапазоном населення розподілялося таким чином: 32,1 % — особи молодші 18 років, 59,9 % — особи у віці 18—64 років, 8,0 % — особи у віці 65 років та старші. Медіана віку мешканця становила 33,2 року. На 100 осіб жіночої статі у місті припадало 105,3 чоловіків;  на 100 жінок у віці від 18 років та старших — 101,8 чоловіків також старших 18 років.
Середній дохід на одне домашнє господарство  становив 61 760 доларів США (медіана — 56 629), а середній дохід на одну сім'ю — 63 863 долари (медіана — 55 472). За межею бідності перебувало 14,6 % осіб, у тому числі 21,6 % дітей у віці до 18 років та 13,8 % осіб у віці 65 років та старших.
Цивільне працевлаштоване населення становило 1875 осіб. Основні галузі зайнятості: роздрібна торгівля — 16,9 %, мистецтво, розваги та відпочинок — 15,6 %, освіта, охорона здоров'я та соціальна допомога — 13,8 %, виробництво — 12,4 %.